# اوسوپ
اوسوپ (ウソップ Usoppu), همچنین با نام‌های سوگه‌کینگ و «گاد» اوسوپ نیز شناخته می‌شود، یک شخصیت داستانی در فرنچایز وان پیس ساخته‌شده توسط ائیچیرو اودا است. او به عنوان تک‌تیرانداز دزدان دریایی کلاه حصیری خدمت می‌کند. اوسوپ چهارمین عضوی است که به گروه لوفی پیوست. او به دلیل دماغ درازش قابل تشخیص است و این اشاره به تمایل زیاد او به دروغ گفتن دارد.

## شخصیت
اوسوپ فردی لاغراندام و دارای یک بینی دراز است. او آدمی ترسو و بزدل است و عمده ی شهرت خود را از هم گروهیانش دارد. اوسوپ اغلب اوقات به عنوان یکی از ضعیف ترین و گاهی به عنوان ضعیف ترین فرد گروه تلقی می شود. اما اوسوپ تک تیراندازی ماهر بوده و اغلب اوقات با تیر و کمان خود مبارزه می کند. 

## سرگذشت
پدر اوسوپ یاسو از دزدان دریایی موقرمز بود و برای ماجراجویی پسر و همسرش را ترک کرد.
پس از آن مادر اوسوپ بیمار شد و اوسوپ برای دلداری به مادرش اولین بار به او دروغ گفت که دزدان دریایی آمده اند.
پس از آن اوسوپ به آدمی دروغگو تبدیل شد که بسیار دروغ می گفت، همین موضوع باعث ناراحتی مردم سیروپ از دست اوسوپ شده بود.
اوسوپ با دختری به نام کایا آشنا شد که در عمارتی بزرگ و زیبا در سیروپ زندگی می کرد. کایا که مانند اوسوپ پدر و مادر خود را از دست داده بود با شنیدن دروغ های اوسوپ شاد می شد.
اوسوپ با کمک لوفی کلاه حصیری توانست خدمکار خیانتکار کایا را شکست دهد و با پیشنهاد لوفی به گروه او ملحق شد. کایا هم به عنوان پاداش کشتی گوئینگ مری (Going mary) را به لوفی داد.
اوسوپ که از قبل روی خانه ها نقاشی می کشید پرچم گروه کلاه حصیری را طراحی کرد.

## توانایی ها و شیوه های مبارزه
اوسوپ تک تیراندازی ماهر است. او معمولا با تیر و کمان خود تیرهای دست ساز خودش را شلیک می کند.  

#### هاکی
اوسوپ توانایی استفاده از یک نوع هاکی را دارد.  